# Ana Maria in Novela Land
Pour plus de détails, voir Fiche technique et Distribution.
Ana Maria in Novela Land (Ana Maria au pays de la télénovela, titre français lors de sa diffusion sur Canal +) est un film américain écrit et dirigé par Georgina Garcia Riedel, sorti le 27 février 2015.

## Synopsis
Ana Maria est fan des telenovelas et elle va avoir l'occasion d'échanger sa vie avec celle de son actrice de telenovela préférée.

## Distribution
- Edy Ganem (VF : Marie Tirmont) : Ana Maria / Ariana
- Michael Steger : Tony / Armando
- Luis Guzman : Schmidt
- Tamara Taylor : Dr. Acevedo Bechdel
- Mercedes Masohn : Ana Gloria
- Sung Kang : Star coréenne
- Nestor Serrano : Soto
- Juan Pablo Gamboa : Eduardo
- Dyana Ortelli : Mercedes
- Carla Morrison (VF : Edwige Lemoine) : Laura
- Jessica Camacho : Officier Gonzales
- Lupita Ferrer : Sra De La Roca
- Elizabeth Peña (VF : Odile Schmitt) : Sra. Soto

Sources et légendes : version française (VF) sur RS Doublage